# Тан Тван Энг
Тан Тван Энг (малайск. Tan Twan Eng, пэвэдзи: Tân Thoân-eng, кит. трад. 陳團英, упр. 陈团英, пиньинь Chén Tuán Yīng, палл. Чэнь Туаньин; 1972, Пинанг) — малайзийский писатель китайского происхождения. Пишет на английском языке.

## Биография
Окончил юридический факультет Лондонского университета. Работал адвокатом в Куала-Лумпуре, прежде чем целиком заняться литературой. Гость многочисленных литературных фестивалей в Азии, Австралии и Африке. Обладает первым даном айкидо. Помимо английского, говорит на пенангском диалекте языка хоккиен, а также немного на кантонском диалекте китайского языка. В настоящее время проживает в Кейптауне (ЮАР).

## Книги
- Дар дождя, исторический роман/ The Gift of Rain (2007, длинный список Букеровской премии;[источник не указан 4009 дней] итал., исп. пер. 2008, чеш., рум. пер. 2009)
- Сад вечерних туманов, исторический роман/ The Garden of Evening Mists, роман (2012, Азиатская литературная премия, премия Вальтера Скотта[2]; исп. пер. 2012, итал., голл., пол., рум. пер. 2013)